# Walter Keiffenheim
Walter Keiffenheim (* 2. Oktober 1860 in Köln; † 6. Juni 1937 in Düsseldorf) war ein deutscher Jurist und Präsident des Landgerichts Wiesbaden.

## Leben
Nach dem Abitur am Marzellengymnasium Köln studierte Walter Keiffenheim Rechtswissenschaften an der Rheinischen Friedrich-Wilhelms-Universität Bonn und promovierte während seines Referendariats mit der Arbeit Darstellung der Lehre von der Konventionalstrafe nach gemeinem Recht zum Dr. jur. Im Jahre 1890 legte er das Zweite juristische Staatsexamen im Bezirk des Oberlandesgerichts Köln ab und wurde am 26. März 1890 zum Gerichtsassessor ernannt. Vom 5. Januar 1895 an war er als Amtsrichter beim Amtsgericht Sulzbach/Saar tätig und wurde mit Wirkung vom 1. Februar 1900 an das Amtsgericht Kleve und danach mit Wirkung vom 1. Juli 1904 als Richter an das Landgericht Kleve versetzt. Dort wurde er am 15. Mai 1905 zum Landgerichtsrat ernannt. Ab dem 4. Mai 1907 war er als Oberlandesgerichtsrat beim Oberlandesgericht Düsseldorf eingesetzt. Nach zehnjähriger Tätigkeit dort wechselte er zum Landgericht Stade, dessen Präsident er am 4. Juni 1917 wurde.
Ab 1. Mai 1924 leitete er als Präsident das Landgericht Wiesbaden, Er übte dieses Amt bis zum 31. März 1928 aus, als er in den Ruhestand versetzt wurde.
Er war ein passionierter Wanderfreund und über Jahre der Vorsitzende des Wiesbadener Wanderbundes. In dieser Eigenschaft verfasste er das dem „Ehrenbaas“ Paul Wagner gewidmete Buch Wiesbadener Wanderbund. Kurze Darstellung seiner Geschichte, das 1936 im Carl-Ritter-Verlag zu Wiesbaden erschien. Ein besonders schönes Fleckchen Erde an dem Bach Pfaffenborn bei Kiedrich, die Keiffenheim-Kanzel, trägt seinen Namen.